# Matrox
Matrox Electronic Systems Ltd è un'azienda canadese, con base a Dorval, Quebec, che produce schede video per personal computer. Fu fondata da Lorne Trottier e Branko Matić. Il nome Matrox è composto da tre parti: 'ma' da Matić, 'tro' da Trottier e 'x' sta per eccellenza (excellence in inglese).
La Matrox è specializzata nella produzione di schede video professionali multi-display che permettono di gestire più di un monitor da una singola scheda video. Questi prodotti sono indirizzati ad utenti che utilizzano grafica 2D e 3D ma anche a scienziati, militari e workstation finanziarie.
Negli anni novanta la linea di schede video Millennium ebbe molto successo per la sua velocità nella grafica 2D e per la qualità visiva. L'azienda lottò per il mantenimento della propria posizione nel mercato delle schede video, ma i prodotti successivi (inferiori nelle prestazioni 3D rispetto alla concorrenza) fecero perdere alla Matrox quote di mercato. Di conseguenza l'azienda decise di indirizzare i propri prodotti verso un mercato più specializzato, abbandonando il mercato dei giochi 3D. Dopo il 2008 non è riuscita ad ottenere quote superiori dello 0,2-0,5% dell'intero mercato delle schede video.

## Schede video Matrox

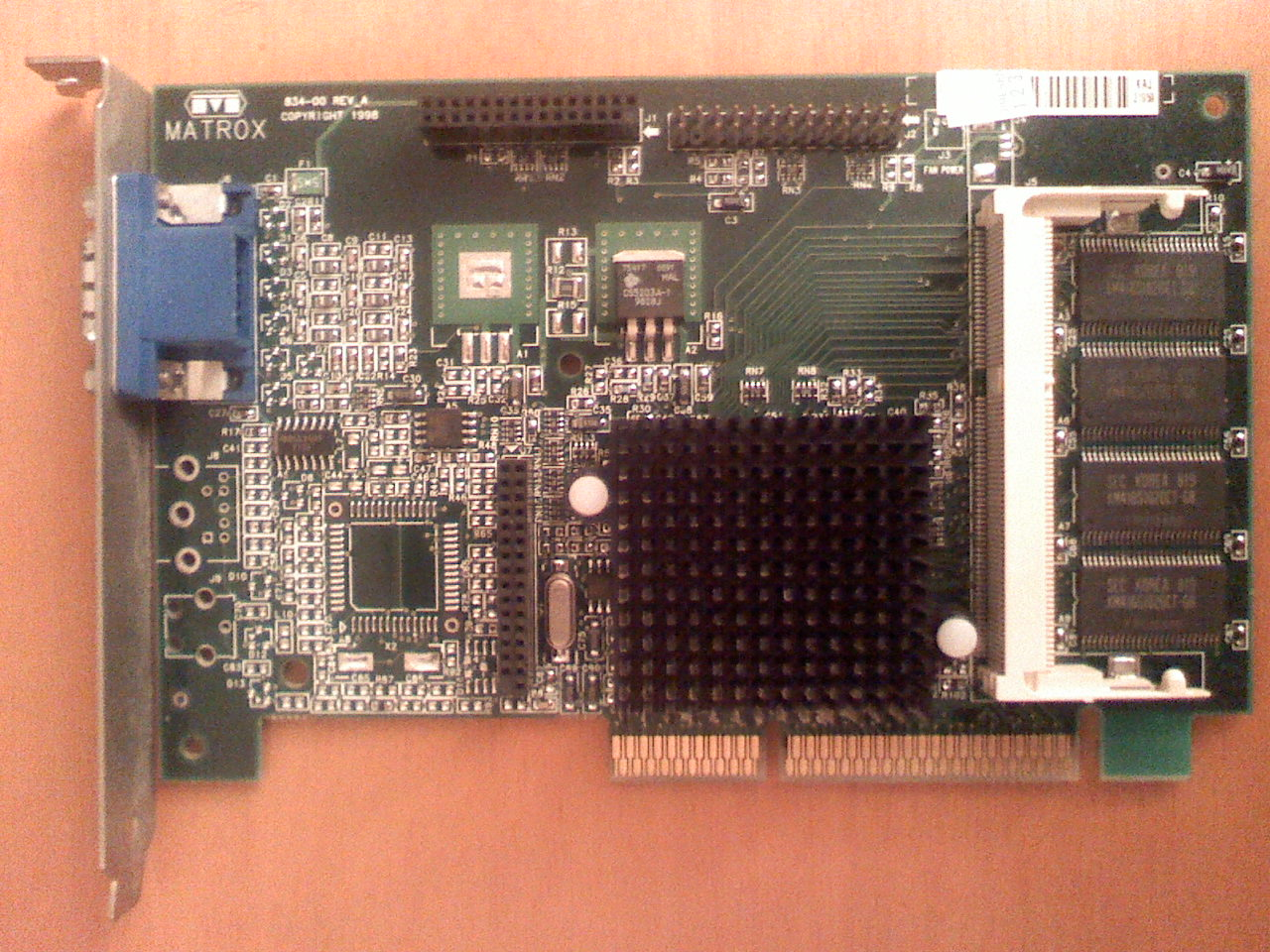
Matrox MGA G200 AGP con 8 MB di memoria

- Matrox Ultima
- Matrox Impression
- Matrox Mystique
- Matrox Millennium
- Matrox Mystique 220
  - Matrox Mystique 220 Business
- Matrox Millennium II
- Matrox m3D
- Matrox Productiva G100
  - Matrox Productiva G100 MMS
- Matrox Mystique G200
- Matrox Millennium G200
  - Matrox Millennium G200 LE
  - Matrox Millennium G200 DVI
  - Matrox Millennium G200 MMS
- Matrox Marvel G200
- Matrox Millennium G250
  - Matrox Millennium G250 LE
- Matrox Millennium G400
  - Matrox Millennium G400 MAX
- Matrox Marvel G400
- Matrox Millennium G450
  - Matrox Millennium G450 DVI
  - Matrox Millennium G450 MMS
  - Digital First Millennium G450
- Matrox Marvel G450 eTV
- Matrox Millennium G550
  - Digital First Millennium G550
  - Matrox Millennium G550 DVI
  - Matrox Millennium G550 Dual-DVI
  - Matrox G550 PCIe X1
- Matrox Parhelia (2002)
  - Matrox Millennium P650
  - Matrox Millennium P750
  - Matrox Parhelia-512 (2003)
  - Matrox Parhelia PCI
  - Matrox Parhelia HR256
  - Matrox Parhelia Precision SGT
  - Matrox Parhelia QID/QID PRO
  - Matrox APVe X16
  - Matrox QID PCIe X16
  - Matrox P650 PCIe X16

## Schede video Matrox medical imaging
- MED Series:
  - MED2mp
  - MED3mp
  - MED5mp
- RAD Series:
  - RAD2mp
  - RAD3mp
  - RAD9mp
  - RADQ2mp
- TheatreVUE Series:
  - TheatreVUE T20
  - TheatreVUE T30

## Giochi sviluppati con schede video Matrox
- Destruction Derby 2
- Toy Story
- Scorched Planet
- MechWarrior 2
- Wild Metal Country
- Moto Racer
- Unreal
- NASCAR Racing
- Motorhead
- Incoming
- Tonic Trouble
- Expendable
- Slave Zero